# 2. HOL za muškarce 1999./2000.
Druga hrvatska odbojkaška liga je predstavljala drugi rang natjecanja hrvatskog odbojkaškog prvenstva u sezoni 1999./2000. Sudjelovalo je sedam momčadi, a prvak lige je bio Valpovo.

## Ljestvica
| mj. | klub                      | ut. | pob. | por. | set+ | set- | bod |
| --- | ------------------------- | --- | ---- | ---- | ---- | ---- | --- |
| 1.  | Valpovo (Valpovo)         | 12  | 12   | 0    | 36   | 3    | 24  |
| 2.  | Rovinj (Rovinj)           | 12  | 9    | 3    | 28   | 16   | 21  |
| 3.  | Domagoj (Čapljina)        | 12  | 7    | 5    | 25   | 19   | 19  |
| 4.  | Črečan (Macinec - Črečan) | 12  | 5    | 7    | 23   | 26   | 17  |
| 5.  | VPŠ (Zagreb)              | 12  | 5    | 7    | 19   | 30   | 17  |
| 6.  | Medicinar (Zagreb)        | 12  | 4    | 8    | 17   | 29   | 15  |
| 7.  | Goran (Bibinje)           | 12  | 0    | 12   | 11   | 36   | 12  |

### Kvalifikacije za 1. ligu
| Industrogradnja (Zagreb) |  | - |  | Rovinj (Rovinj) |  | 3:1 |